# New Port South
Pour plus de détails, voir Fiche technique et Distribution.
New Port South est un film américain réalisé par Kyle Cooper, sorti en 2001.

## Fiche technique
- Titre : New Port South
- Réalisation : Kyle Cooper
- Scénario : James Hughes
- Photographie : Juan Ruiz Anchía
- Montage : Lawrence Jordan
- Décors : Maria Nay
- Costumes : Melinda Eshelman
- Producteur : Billy Higgins, James Hughes, John Hughes
- Société de production : Touchstone Pictures, Hughes Entertainment
- Pays d'origine :  États-Unis
- Langue : Anglais
- Format : Couleur (partiellement en Noir et blanc) — 35 mm — 1,85:1 — Son : Dolby Digital
- Genre : Film dramatique
- Durée : 95 minutes
- Dates de sortie : 
  -  États-Unis : 7 septembre 2001

## Distribution
- Blake Shields : Maddox
- Will Estes : Chris
- Kevin Christy : Clip
- Melissa George : Amanda
- Gabriel Mann : Wilson
- Todd Field : Mr. Walsh
- Nick Sandow : Armstrong
- Raymond J. Barry : Edwards
- Michael Shannon : Stanton
- Dahlia Salem : Kameron
- Michael Stahl-David : Rossetti